# Горовиц, Леопольд
Леопольд Стефан Горовиц (пол. Leopold Stefan Horowitz; 2 февраля 1838, Розгоны (ныне Розхановце) — 16 ноября 1917, Вена, Австро-Венгрия) — польский живописец и портретист еврейского происхождения.

## Биография
С 1850 обучался мастерству рисунка и живописи в венской Академии изобразительных искусств у Карла Йозефа Гейгера и Карла Вурзингера. В 1857 окончил академию, получив Первую премию.
Переселившись в Париж, в течение восьми лет создал много произведений по портретной и жанровой живописи. В своём творчестве следовал стилю и манере письма Рембрандт, позже Антониса Ван Дейка.
В 1868 году переехал в Варшаву, где писал сценки из польско-еврейского быта, в том числе, «Годовщину разрушения Иерусалима». В 1891 поселился в Берлине, где блестящая техника, элегантная манера и трактовка в духе старинных мастеров сделали его любимым портретистом местной аристократии.

## Работы художника

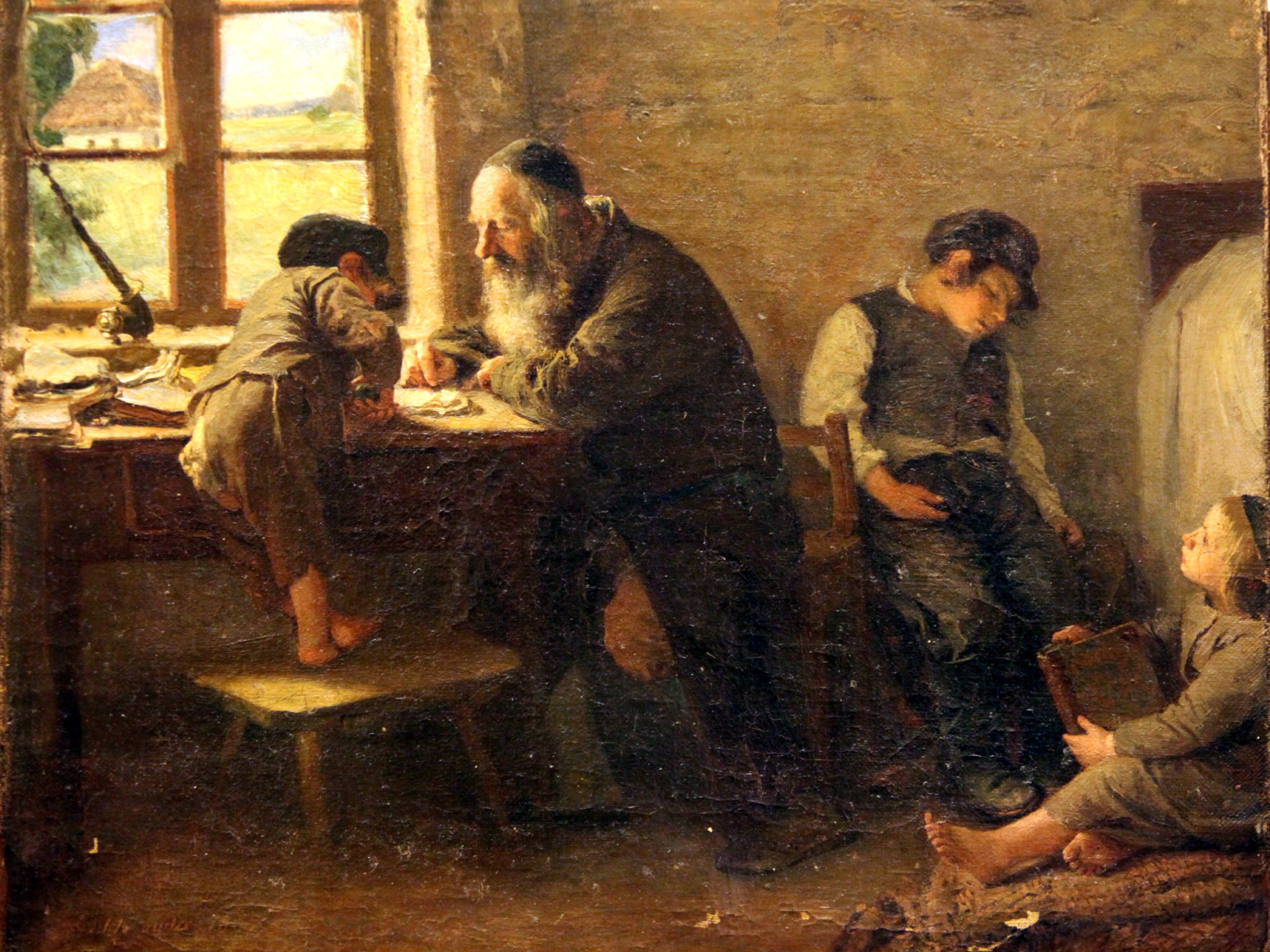
В хедере, 1878
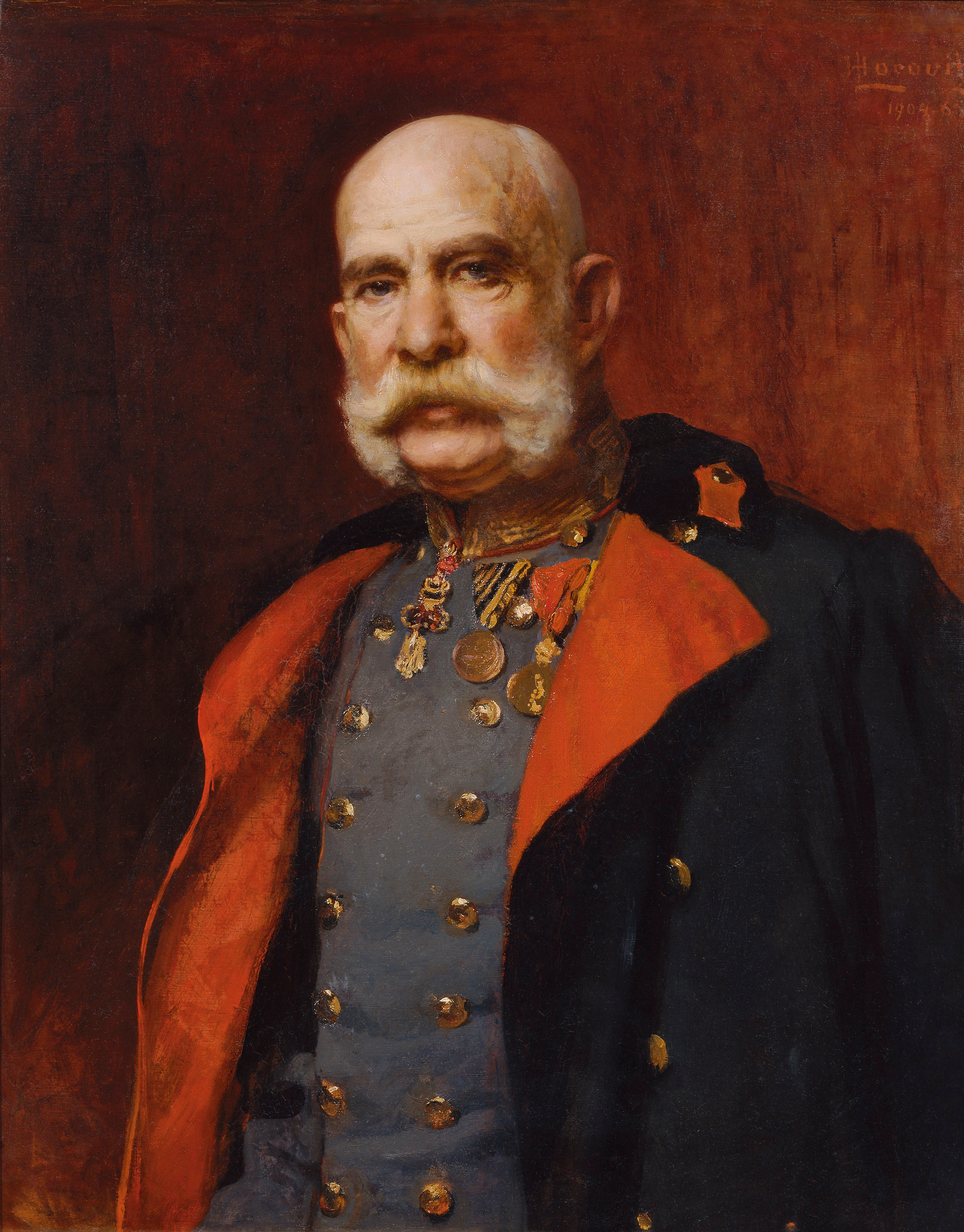
Портрет императора Франца Иосифа I
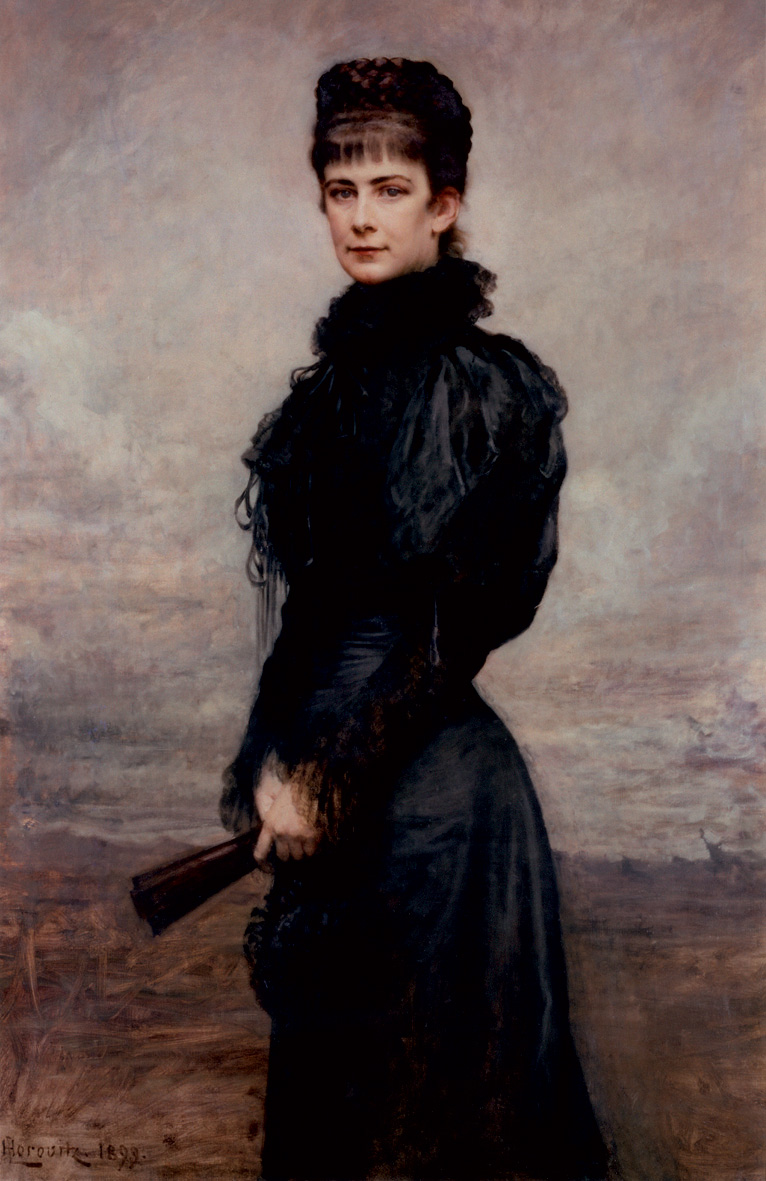
Портрет императрицы Елизаветы Австрийской
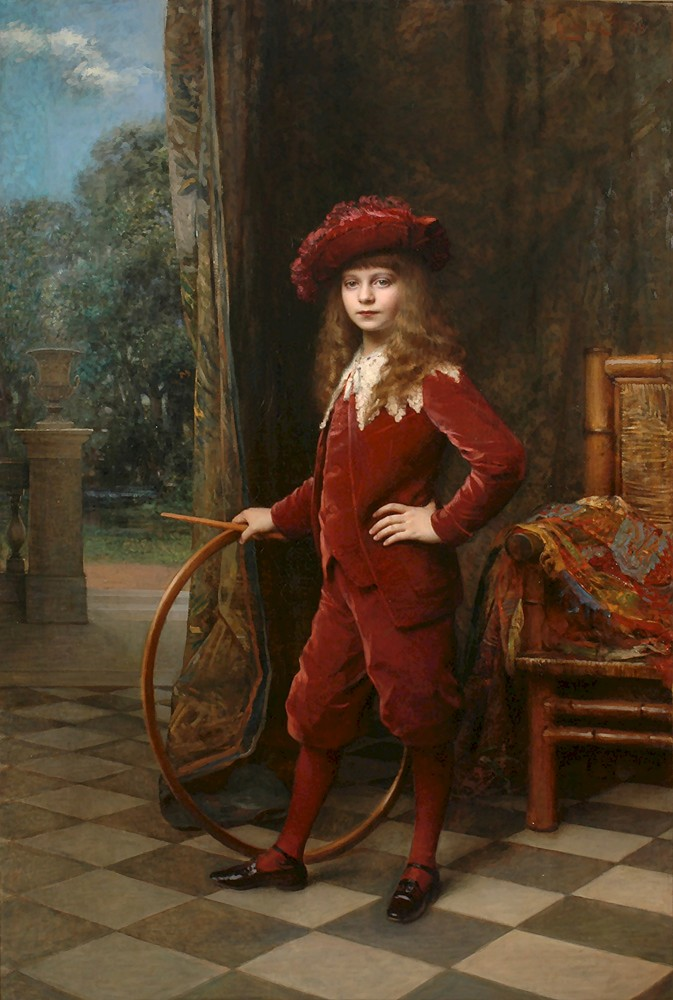
Портрет Оскара Рубена фон Ротшильда
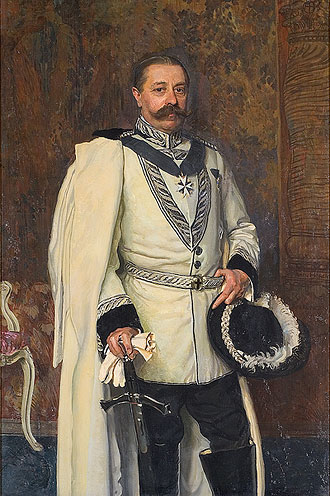
Портрет графа Альденбурга
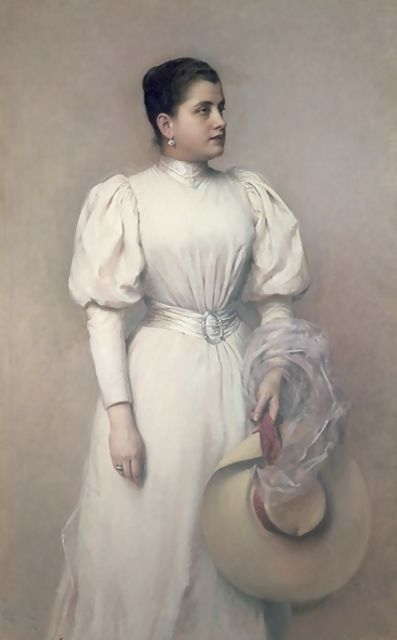
Портрет певицы Марии Ренард